# Type 89 Chi-Ro
De Type 89 Chi-Ro (Japans: 八九式中戦車　イ号, Hachikyū-shiki chū-sensha I-gō?) was een Japanse middelgrote tank ontworpen door Mitsubishi en gebruikt tijdens de Tweede Wereldoorlog.